# Џенифер Џејсон Ли
Џенифер Џејсон Ли (енгл. Jennifer Jason Leigh) је америчка глумица, рођена 5. фебруара 1962. године у Холивуду (Калифорнија).